# Кодзоев, Исса Аюпович
Исса́ (Иса) Аю́пович Кодзо́ев (ингуш. Коазой Аюпа Ӏийса; 12 августа 1938, село Ангушт, Пригородный район, ЧИАССР) — ингушский советский и российский прозаик, поэт, педагог, общественно-политический деятель. Автор первого на ингушском языке исторического многотомного романа-эпопеи «Гӏалгӏай» («Ингуши»).

## Биография
Родился 12 августа 1938 года в с. Ангушт Пригородного района ЧИАССР. 23 февраля 1944 года пятилетним ребёнком вместе с семьёй подвергся депортации в Казахстан. В ссылке погибла вся его семья, а сам рос в детдоме. Творчеством начал увлекаться с юных лет. После реабилитации и возвращения на Родину поселился в с. Кантышево. Во время прохождения учёбы на филологическом факультете Чечено-Ингушского педагогического института начал записывать случаи из жизни ингушей и чеченцев, произошедшие во время депортации и нахождения в ссылке в Средней Азии. В итоге этот труд лёг в основу сборника «Казахстанский дневник». В 1960 году также будучи студентом опубликовал в альманахе «Лоаман Ӏуйре» («Утро гор») рассказ-легенду «Наьна дог» («Сердце матери»).
В 1962 году после окончания филологического факультета Чечено-Ингушского пединститута Исса Кодзоев начал работать учителем Кантышевской средней школы, затем завучем Экажевской средней школы.
За распространение цикла рассказов «Казахстанский дневник», по решению идеологического отдела Чечено-Ингушского обкома КПСС и КГБ 4 июля 1963 года Исса Кодзоев был арестован. А через два месяца, 10 сентября 1963 года, Верховным судом Чечено-Ингушской АССР вместе с поэтом Али Хашагульговым был приговорён к 4 годам лишения свободы в исправительно-трудовых колониях строгого режима для политзаключённых в Мордовии.
23 февраля 1965 года по инициативе Кодзоева в лагере № 7 была организована политическая забастовка в знак солидарности с кавказской группой, которая объявила 23 февраля Днём Кавказского траура. Кавказцев поддержали жители прибалтийских республик, а также татары, молдаване, украинцы и казахи.
С 1967 году после возвращения из заключения, Исса Кодзоев продолжил заниматься творческой и педагогической деятельностью. Работал в детском журнале на ингушском языке «Селаӏад» («Радуга»), публиковал свои произведения в республиканской газете «Сердало», перевёл для театра на ингушский язык пьесу Шекспира «Король Лир».
Исса Кодзоев женат, вместе с супругой воспитали восьмерых детей. Сын Зялмах в 2004 году был осуждён и по состоянию на декабрь 2011 отбывал наказание в Мордовии. Отец считает его осуждение незаконным.

## Общественная и политическая деятельность
В мае 1988 года Исса Кодзоев вместе с единомышленниками организовали ингушское национальное общественно-политическое движение «Нийсхо» («Справедливость»), которое выступило за восстановление прав и свобод ингушского народа и его национально-государственного образования в статусе отдельной республики в составе России, с восстановлением её территориальной целостности и со столицей в правобережной части города Владикавказа. С 1989 по 1991 гг. Исса Кодзоев и другие лидеры и участники национального движения «Нийсхо» (позже народно-демократическая партия «Нийсхо») стали организаторами ряда мирных массовых акций и мероприятий по восстановлению автономии ингушского народа.
В сентябре 1989 года на II съезде ингушского народа Исса Кодзоев был избран председателем организационного комитета по восстановлению автономии ингушского народа. А в 1990 году Исса Кодзоев избирается депутатом Верховного Совета Чечено-Ингушетии.
Активная деятельность Иссы Кодзоева, наравне с другими ингушскими общественными и политическими деятелями, также послужила в итоге принятию Законов РФ «О реабилитации репрессированных народов» и «Об образовании Ингушской Республики в составе Российской Федерации». За полную реализацию первого, а именно за территориальное восстановление Ингушетии Кодзоев Исса выступает по сегодняшний день, оставаясь членом и одним из лидеров Демократического союза «Нийсхо».
В 2009 году издание «Коммерсантъ-Власть» опубликовало интервью Кодзоева «С ингушей резьба сорвалась», в котором тот критиковал действия российских военных и правоохранителей по отношению к населению Ингушетии, в том числе по отношению к его сыну, осужденному за нападение на пост милиции в 1998 году. Интервью было выдержано в этнических терминах, Кодзоев использовал термин «русские» вместо «федералы», из-за чего изданию было вынесено предупреждение за разжигание межнациональной розни и экстремизм. Информационно-аналитический центр «Сова» счёл вынесенное предупреждение неправомерным.
10 января 2013 года Исса Кодзоев стал лауреатом конкурса «Герой гражданского общества», учреждённого правозащитной организацией «Машр» в номинации «За мужество и проявление гражданской позиции».
Также, в 2013 году был номинирован на премию «Герой Кавказа-2013».

## Творчество
В последние годы Исса Кодзоев занимается чаще писательской деятельностью. Он пишет на ингушском и русском языках. Самым большим и значимым трудом Иссы Кодзоева является роман-эпопея «Гӏалгӏай» («Ингуши») о жизни ингушского народа в XIII—XVII веках — первый многотомный исторический роман-эпопея на ингушском языке. Однако, помимо него у автора есть множество произведений, книг рассказов и повестей, которые также популярны в республике и известны за её пределами.
Список наиболее известных произведений:
На ингушском языке:
- Роман-эпопея «Гӏалгӏай» («Ингуши») — состоит из 7 книг:
  - «Магате-Фаьрате» («Магас Благословенный»), переведён на русский язык
  - «Гӏалгӏай Лоаме» («Ингушские горы»)
  - «Зоазо»
  - «Дадеков»
  - «Мехка гӏонча» («Слуга страны»)
  - «Ивизда Гӏазд»
  - «Аьже Ахк»
- «Вешта аьлча» («Другими словами»)
- «Элбазкъий зама»
- «Хьув ястар»

На русском языке
- «Казахстанский дневник»
- «Над бездной»
- «Обвал»
- «Сердца отважных»
- «Сулумбек Сагопшинский»
- «Джамбулат и другие»
- «Хатар» («Трагедия»)